# Arthur Rhames
Arthur Rhames, né le 25 octobre 1957 à Bedford-Stuyvesant (Brooklyn, New York) et mort le 27 décembre 1989 à Newark (New Jersey), est un guitariste, pianiste et saxophoniste de jazz américain.

## Biographie
Né à Brooklyn, Rhames fait ses études dans les écoles publiques du quartier dont la High School of Music & Art (en).
Il commence le piano à l'âge de neuf ans puis la guitare à quatorze, influencé par Johnny Winter, Jimi Hendrix et John McLaughlin.
Au collège, il s'essaie à la contrebasse, à la flûte, aux clarinettes, au violoncelle puis se décide pour le saxophone alto qu'il étudie auprès de Gigi Gryce, alors professeur dans son lycée.
Sa virtuosité commence à être connue, tout comme sa ténacité qui deviendra légendaire puisqu'il est connu pour ses séances de travail durant jusqu'à 18 heures, partagées entre ses trois instruments.
Il étudie également la musique au New Muse Community Center, alors dirigé par Reggie Workman avec qui il jouera par la suite.

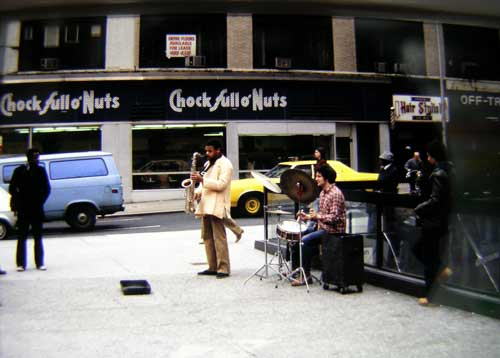
À Union Square avec Charles Telerant, vers 1980

D'abord guitariste dans des groupes de funk et de R'n'B, Rhames forme en 1978 le trio Eternity avec le bassiste Cleve Alleyne et le batteur Adrian Grannum, plus tard remplacé par le percussionniste Collin Young. Le groupe se produit fréquemment dans le Grand New York. En 1980, le groupe est dissous et Rhames se produit alors dans les rues de Manhattan avec le claviériste et batteur Charles Telerant.
Il collabore également régulièrement avec Rashied Ali, l'ancien batteur de John Coltrane, avec lequel il forme The Dynamic Duo. Le concert qu'ils donnent en août 1981 au Jazz Festival Willisau (de) en Suisse sera publié en 2004 sous le titre Remember Trane And Bird. Les deux hommes se retrouvent en quartet en 1988 à la Knitting Factory à New York.
En octobre 1981, une session de l'ancien trio de Rhames, avec John Esposito (en) au piano et Jeff Siegel à la batterie, est enregistrée au Soundscape, un club new-yorkais. Incluant des standards de Coltrane comme Giant Steps, Moment's Notice et Bessie's Blues, ainsi qu'une reprise du I Want Jesus To Talk To Me d'Albert Ayler, l'enregistrement est publié par le label japonais DIW sous le titre Live From The Soundscape.
Au saxophone, Rhames est très influencé par John Coltrane mais aussi Charles Gayle tandis que son style au piano se rapproche de celui de McCoy Tyner.
Il meurt du SIDA en 1989 à 32 ans, sans avoir jamais pu signer de contrat avec une maison de disques.

## Discographie

### Comme leader
- 1981 : Rashied Ali & Arthur Rhames : The Dynamic Duo: Remember Trane & Bird (Ayler Records)
- 1981 : Arthur Rhames Trio : Live from Soundscape (DIW)
- 1980-82 : Arthur Rhames et Charles Telerant : Two in NYC (Ayler Records)

### Comme sideman
- 1978 : Larry Coryell : Difference (Egg/Barclay)
- 1981 : Albert Dailey : Textures (Muse Records)
- 1983 : Steve Arrington's Hall of Fame : I (Atlantic Records)
- 1984 : Steve Arrington's Hall of Fame : Positive Power (Atlantic Records)